# Roberto Domingo
Roberto Domingo Fallola (París, 1883-Madrid, 1956) fue un pintor y dibujante español, que cultivó la ilustración taurina.

## Biografía
Nacido el 13 de enero de 1883 en París, ciudad en la que vivió más de dos décadas, era hijo del también artista Francisco Domingo Marqués. Cultivó en especial la ilustración taurina. Domingo, que colaboró en publicaciones periódicas como La Lidia, El Liberal, Informaciones y La Libertad, falleció el 5 de agosto de 1956 en Madrid y fue enterrado en el cementerio de San Isidro.